# Campeonato Europeo de Curling Masculino de 2004
El XXX Campeonato Europeo de Curling Masculino se celebró en Sofía (Bulgaria) entre el 4 y el 11 de diciembre de 2004 bajo la organización de la Federación Mundial de Curling (WCF) y la Federación Búlgara de Curling.
Las competiciones se realizaron en el Palacio de Deportes de Invierno de la ciudad búlgara.

## Tabla de posiciones
| Pos | Equipo    | G | P | G–P |
| --- | --------- | - | - | --- |
| 1   | Suecia    | 8 | 1 | 1–0 |
| 2   | Alemania  | 8 | 1 | 0–1 |
| 3   | Noruega   | 5 | 4 | 2–0 |
| 4   | Escocia   | 5 | 4 | 1–1 |
| 5   | Italia    | 5 | 4 | 0–2 |
| 6   | Dinamarca | 4 | 5 | –   |
| 7   | Suiza     | 3 | 6 | –   |
| 8   | Rusia     | 3 | 6 | –   |
| 9   | Gales     | 3 | 6 | –   |
| 10  | Francia   | 1 | 8 | –   |

## Cuadro final
|  | Semifinales | Semifinales |   |         | Final        | Final |  |
|  |             |             |   |         |              |       |  |
|  |             |             |   |         |              |       |  |
|  | Suecia      | 6           |   |         |              |       |  |
|  | Escocia     | 4           |   |         |              |       |  |
|  |             |             |   |         |              |       |  |
|  |             |             |   |         |              |       |  |
|  |             |             |   |         | Suecia       | 7     |  |
|  |             | Alemania    | 8 |         |              |       |  |
|  |             |             |   |         |              |       |  |
|  |             |             |   |         |              |       |  |
|  |             |             |   |         | Tercer lugar |       |  |
|  |             |             |   |         |              |       |  |
|  | Alemania    | 8           |   | Escocia | 2            |       |  |
|  | Noruega     | 6           |   |         | Noruega      | 8     |  |

## Medallistas
| Evento | Oro                                                                                               | Plata                                                                                   | Bronce |
| ------ | ------------------------------------------------------------------------------------------------- | --------------------------------------------------------------------------------------- | --- |
| Equipo | Alemania · Sebastian Stock · Daniel Herberg · Stephan Knoll · Markus Messenzehl · Patrick Hoffman | Suecia · Peter Lindholm · Tomas Nordin · Magnus Swartling · Peter Narup · Anders Kraupp | Noruega · Pål Trulsen · Lars Vågberg · Flemming Davanger · Bent Ånund Ramsfjell · Niels Siggaard Andersen |